# جودی ترات
جودی ترات (انگلیسی: Judi Trott؛ زادهٔ ۱۱ نوامبر ۱۹۶۲) بازیگر اهل بریتانیا است.
از فیلم‌ها یا برنامه‌های تلویزیونی که وی در آن نقش داشته‌است می‌توان به دروازه بهشت، رگتایم و رابین از شروود اشاره کرد.